# Jorinda i Jorindel
Jorinda i Jorindel és un conte dels germans Grimm que es va fer popular a Alemanya.

## Argument
Jorinda i Jorindel són dos enamorats que cauen en mans d'una bruixa que viu enmig del bosc. La bruixa transforma la noia en un rossinyol i se l'emporta en una gàbia, mentre paralitza en Jorindel perquè no pugui fer res. Quan l'encanteri s'esvaeix, el jove busca la seva estimada debades i se'n va a casa desesperat. Allà somnia en una flor màgica que pot tornar la Jorinda en dona un altre cop i surt a buscar-la per tot el bosc. Finalment la troba i usant-la com a arma va a buscar la bruixa, que veu com la seva màgia no es pot activar davant de la flor. En tocar els pètals de la flor, la Jorinda torna a ser una noia i la parella pot anar-se i casar-se

## Anàlisi
La vella del bosc és una figura recurrent dels contes de fades (per exemple apareix a Hänsel i Gretel) i encarna el perill del desconegut, la bruixeria i els encanteris. En aquest cas l'objectiu de la bruixa és oposar-se a l'amor d'una parella, un dels temes més importants del Romanticisme, quan es va divulgar aquesta història. L'existència d'un amulet (la flor) prové de les històries d'aventures i èpiques de la tradició oral.

## Font
L'obra és presa de manera gairebé literal d'una narració de Johann Heinrich Jung, anomenat Stilling ("Johann Stilling" o "Heinrich Stilling"), 1740-1817 i publicada al seu Heinrich Stilling's Jugend, Jünglingsjahre, Wanderschaft (1777-1778) amb el títol de die Historie von Joringel und Jorinde. L'obra, així i doncs, data del 1777 i, de cara a interpretar-la correctament, hom ho ha de tenir present. No és pas un Volksmärchen “conte popular” sinó un Kunstmärchen “conte literari”, i, per acabar d'adobar-ho, la història d'en Heinrich Stilling fou versionada per Ludwig Tieck en el seu Der blonde Eckbert.
La interpretació com a obra de Heinrich Stilling no s'ha fet pas. Aquest escriptor, però, en el moment de maduresa, es va obrir a un tema de moda que va originar una gran obra literària comés ara el Faust de Goethe: es tracta del món demoníac, transcendental, poblat d'esperits, monstres i molta, molta de simbologia. És molt possible que la bruixa, l'arcàngel Zeraquiel -l'àngel del guariment, Zachariel, amb metàtesi, en la llista dels set arcàngels del papa Gregori I (vers el 540 – 12 Març 604)- i els mateixos protagonistes Jorinde i Joringel, obtinguin una explicació possible -i senzilla- a través dels llibres de màgia, angelologia i demonologia de mitjan segle xviii.

## Traducció al català
- Jorinda i Jorindel. Dins: Jaume Lluís Carles i Guillem Carles Grimm, Contes d'Infants i de la Llar. Volum I. Traducció de Carles Riba i Bracons. Barcelona: Editorial Catalana (Biblioteca Literària). Pàgs. 155-158.
- Jorinda i Jorindel. Dins: Jacob i Wilhelm Grimm, Ton i Guida i altres contes. Volum I. Versió de Carles Riba. Barcelona: Ediciones Juan Granica, 1986 (Lectures Moby Dick Nº 30). Pàgs. 82-85.